# 青森県道189号富萢薄市線
青森県道189号富萢薄市線（あおもりけんどう189ごう とみやちうすいちせん）は青森県つがる市から北津軽郡中泊町へ至る一般県道である。

## 概要
つがる市富萢町桜見の青森県道12号鰺ケ沢蟹田線交点から東へ分岐し、岩木川を渡って北上し、北津軽郡中泊町大字高根の国道339号交点を結ぶ。

### 路線データ
- 延長 : 5.7km[要出典]
- 起点：つがる市富萢町[1]
- 終点：北津軽郡中泊町大字薄市[1]

## 歴史
- 1961年（昭和36年）2月10日 - 県道に認定される[1]。
- 2022年（令和4年）7月1日 - この日から2024年（令和6年）3月31日（予定）まで、岩木川に架かる津軽大橋が橋梁補修工事のため、通行止めとなる[2]。

## 地理

### 通過する自治体
- つがる市 - 北津軽郡中泊町

### 交差する道路
- 青森県道12号鰺ケ沢蟹田線（起点）
- 五所川原広域農道（通称・米マイロード）
- 国道339号（終点）

### 沿線の施設
- 青森県立中里高等学校